# Листоносные голотурии
Листоносные голотурии (лат. Phyllophoridae) — семейство иглокожих отряда Dendrochirotida из класса голотурий (Holothuroidea). Представители семейства характеризуются сложным кольцом известковых косточек, расположенных в трубке и образующих мозаичный узор. Щупалец насчитывают от десяти до двадцати пяти, расположенные вокруг рта в два или три кольца. Некоторые представители имеют веретенообразное тело, в то время как другие погружены в субстрат и имеют U-образную форму.

## Палеонтология
Из девоского периода Польши (Sniadka III, Swietokrzyskie, 51,3° N, 21,0° E) известен ископаемый вид †Propinquoohshimella remigia Boczarowski 2001 выделяемый в подсемейство †Propinquoohshimellinae. Возраст находки 391,9 — 388,1 млн лет.

## Систематика
В состав семейства Phyllophoridae включают около 20 родов. Семейство было установлено Östergren (1907) как подсемейство в составе семейства Cucumariidae и объединяло многощупальцевые таксоны. В 1965 году основываясь на сходстве в кальциевом кольце, Паусон и Фелл (Pawson and Fell 1965) выделили подсемейства Phyllophorinae, Semperiellinae и Thyoninae. Однако, исходя из структуры известкового кольца, в 2012 году Thyoninae и Semperiellinae рассматривали в отдельном семействе Thyonidae. У Thyonidae кольцо обычно трубчатое, тогда как радиальные и интеррадиальные сегменты и их отростки разделены на множество частей и кольцо мозаичное; отростки радиальных сегментов длинные. У Phyllophoridae кольцо не трубчатое, интеррадиальные сегменты целые, а радиальные сегменты либо целые, либо разделены базально на несколько (обычно 2—3) крупных частей; отростки радиальных сегментов средней длины и разделены на несколько частей, так что кольцо у Phyllophoridae s. str. не выглядит мозаичным. В предложенной в 2012 году системе Phyllophoridae s. str. соответствует подсемейству Phyllophorinae в системе Хединга и Паннинга (Heding and Panning, 1954). Другие авторы все три группы рассматривают в одном семействе в широком таксономическом объёме (Мартинс с соавторами в 2018 году описывают род Thyone в составе Phyllophoridae).
- Allothyone Panning, 1949
- Anthochirus Chang, 1948
- Cladolella Heding & Panning, 1954
- Ekmanothyone Massin, 1993
- Hemithyone Pawson, 1963
- Lipotrapeza Clark, 1938
- Massinium Samyn & Thandar, 2003[17][18]
- Neopentadactyla Deichmann, 1944
- Neothyonidium Deichmann, 1938
- Pentadactyla Hutton, 1878
- Pentamera Ayres, 1852[19]
- Phyllophorella Heding & Panning, 1954
- Phyllophorus Grube, 1840
- Phyllostauros O’Loughlin in O’Loughlin, Barmos & VandenSpiegel, 2012[5]
- Phyrella Heding & Panning, 1954[20]
  - =Semperiella Heding & Panning, 1954
  - =Thyonidiella Heding & Panning, 1954
- Pseudoplacothuria Yamana & Kohtsuka, 2018[21]
- Selenkiella Heding & Panning, 1954
- Stolus Selenka, 1867
- Thorsonia Heding, 1940
- Thyone Oken, 1815
- Thyonina Thandar, 1990
- Triasemperia O’Loughlin in O’Loughlin et al., 2014

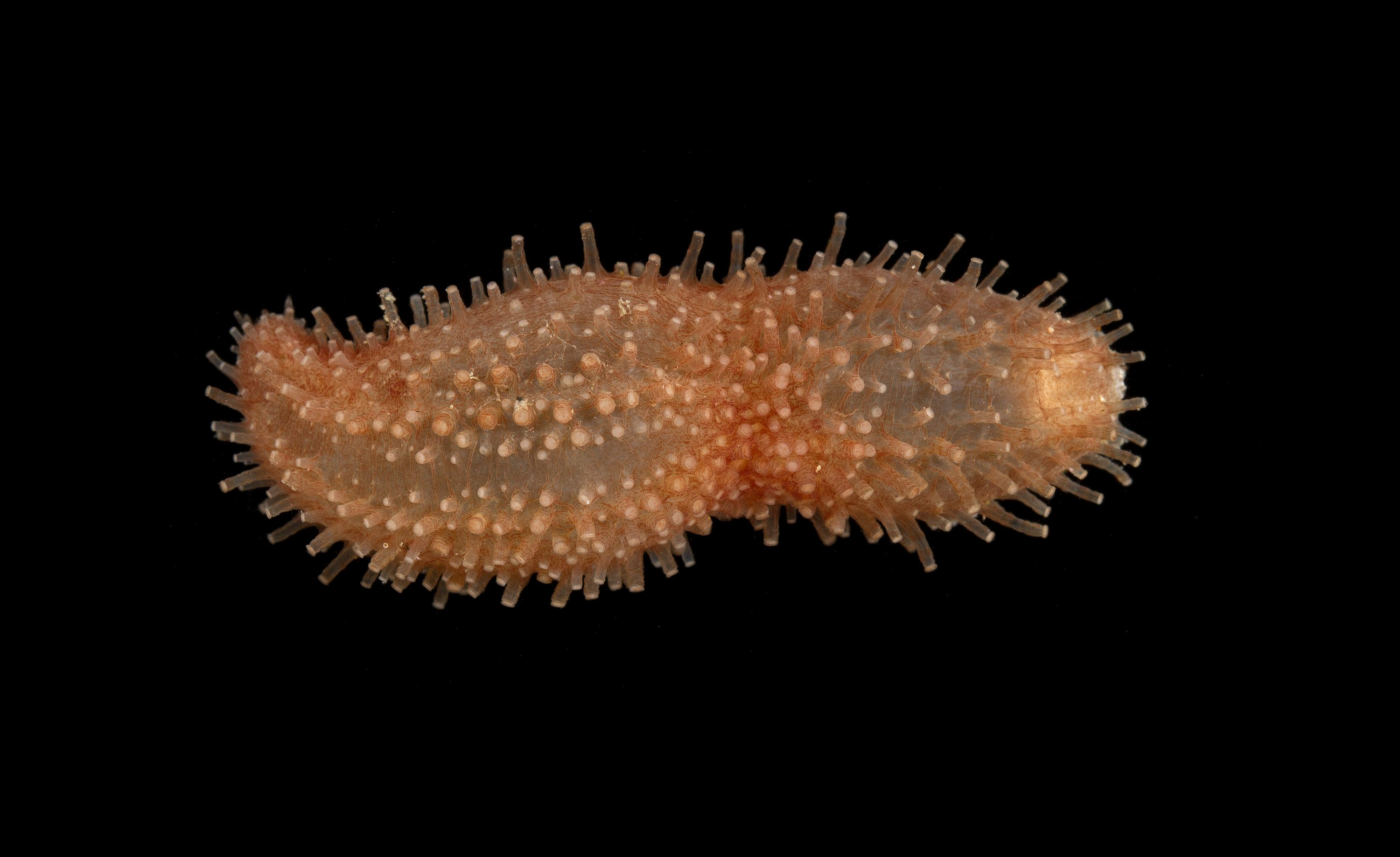
Lipotrapeza vestiens
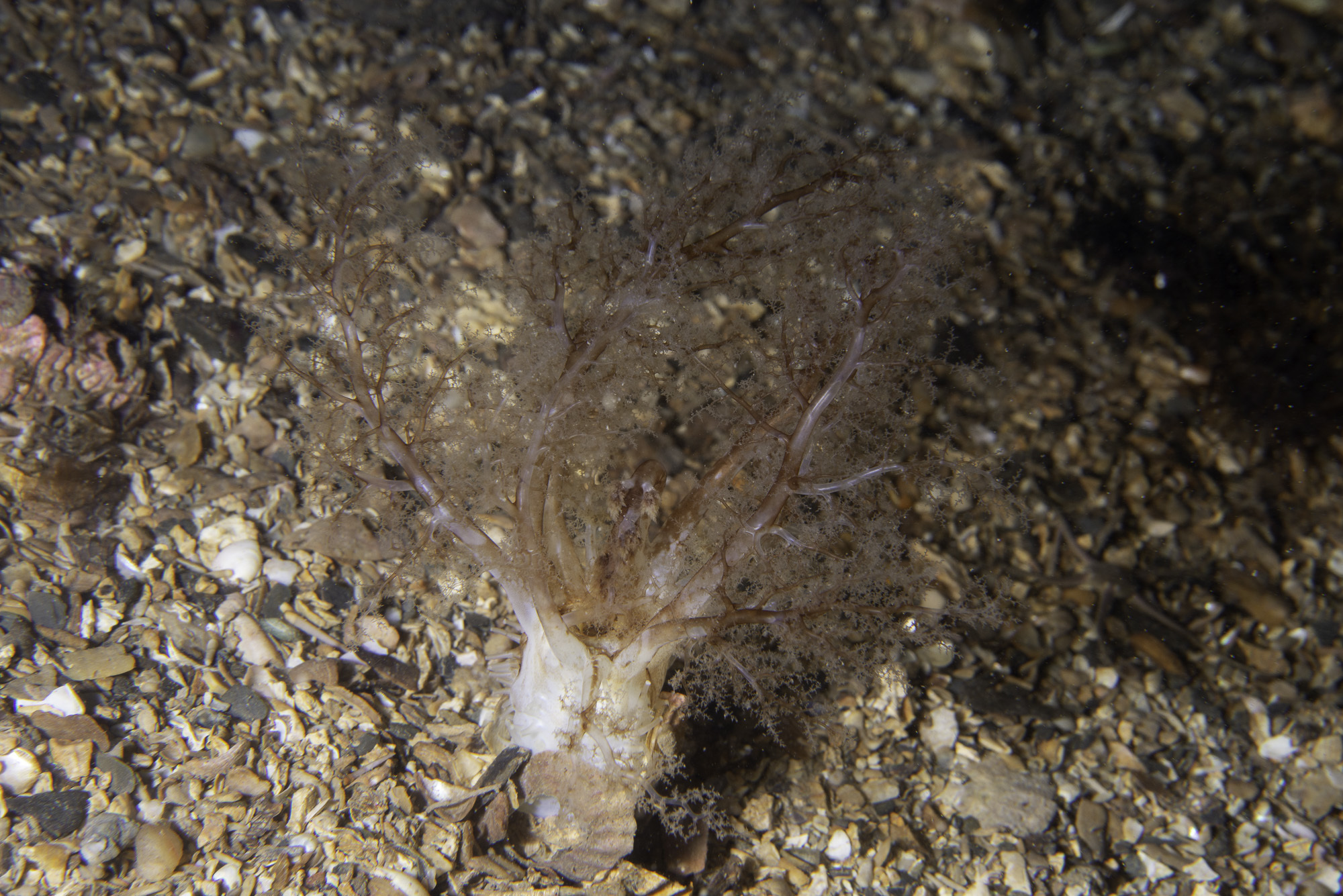
Neopentadactyla mixta
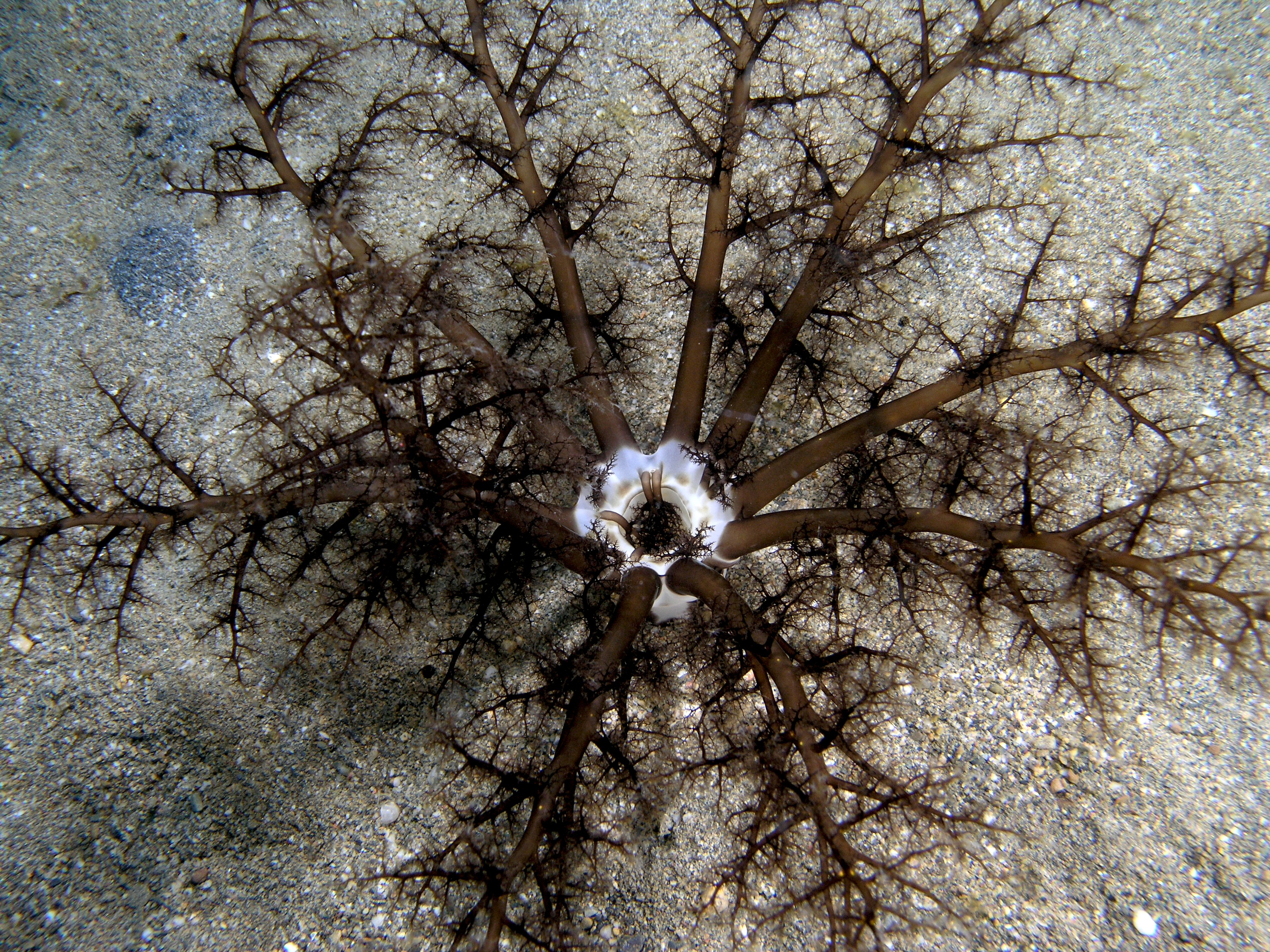
Neothyonidium magnum
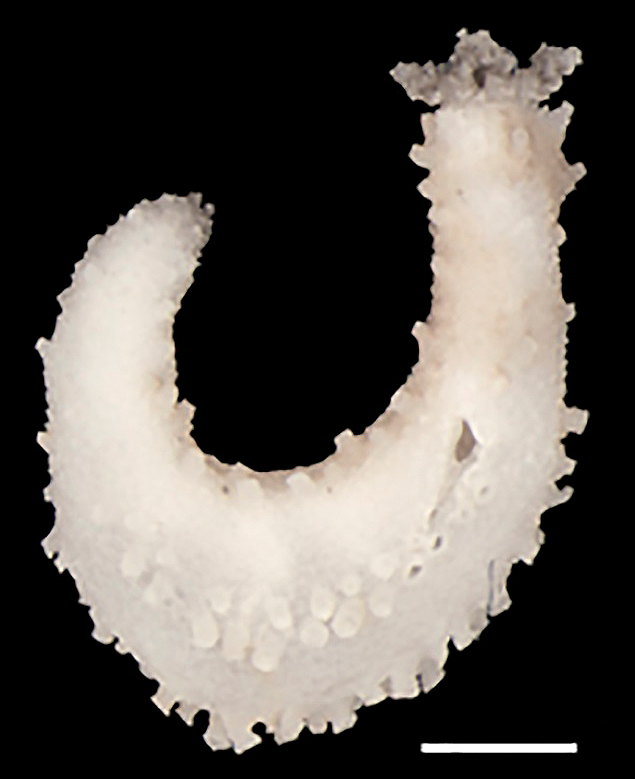
Stolus cognatus
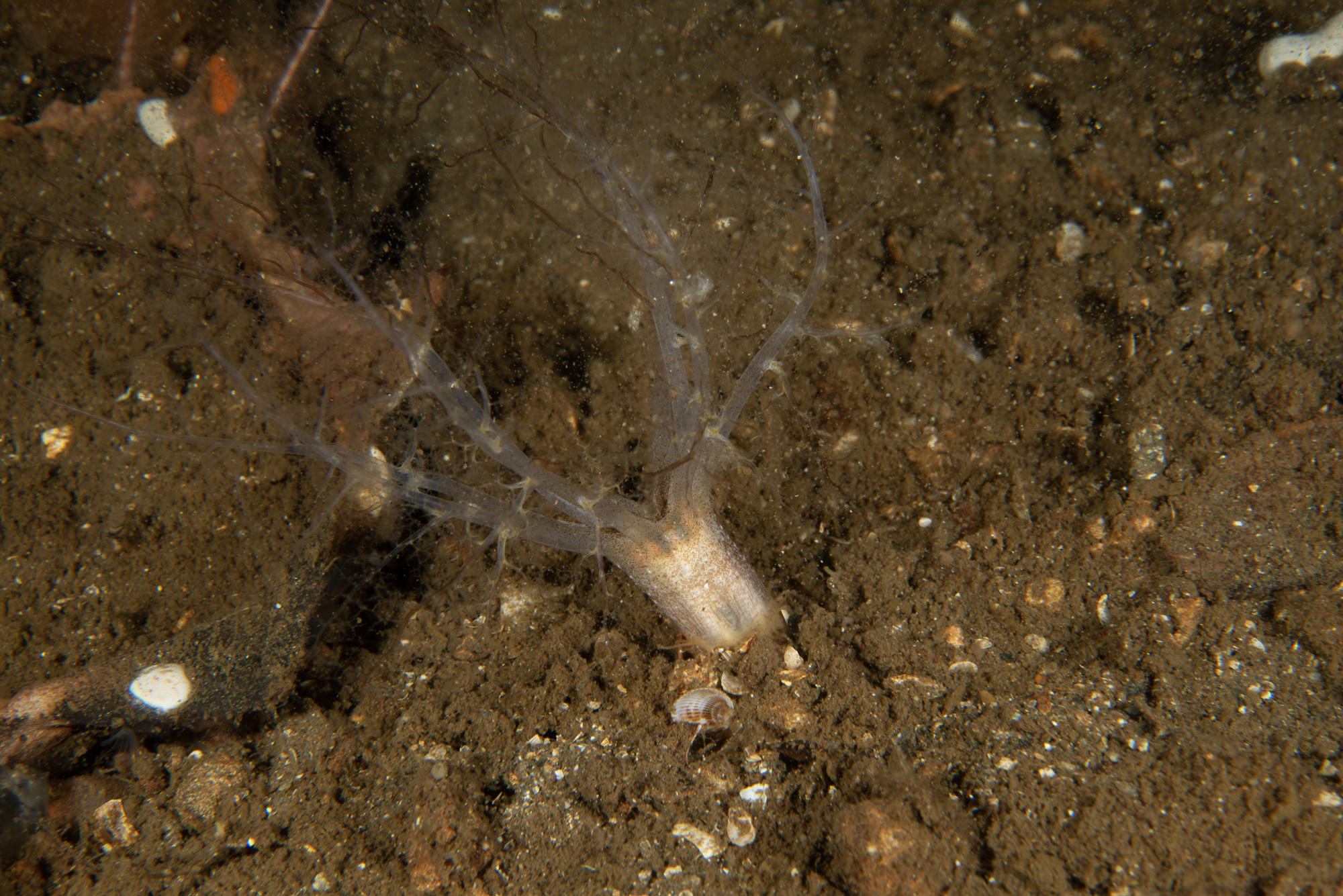
Thyone fusus
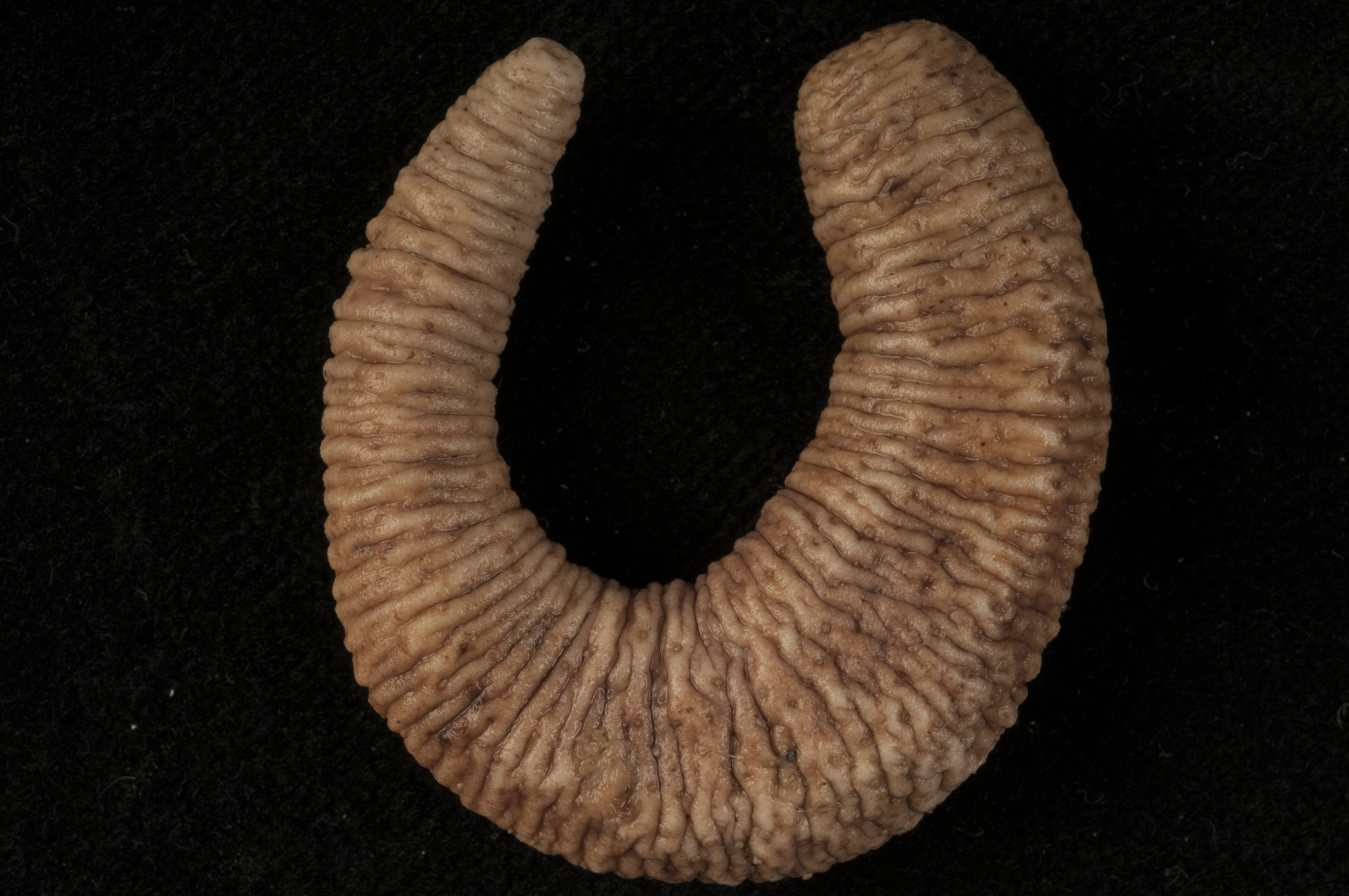
Triasemperia stola
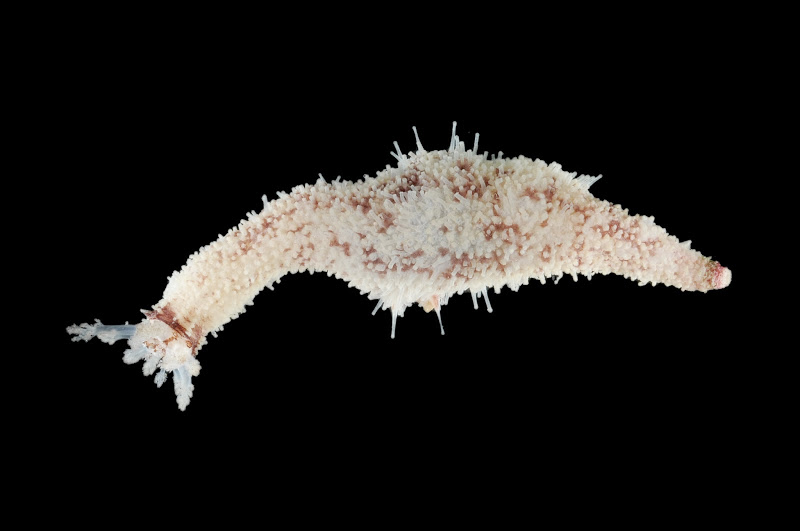
Phyrella mookiei
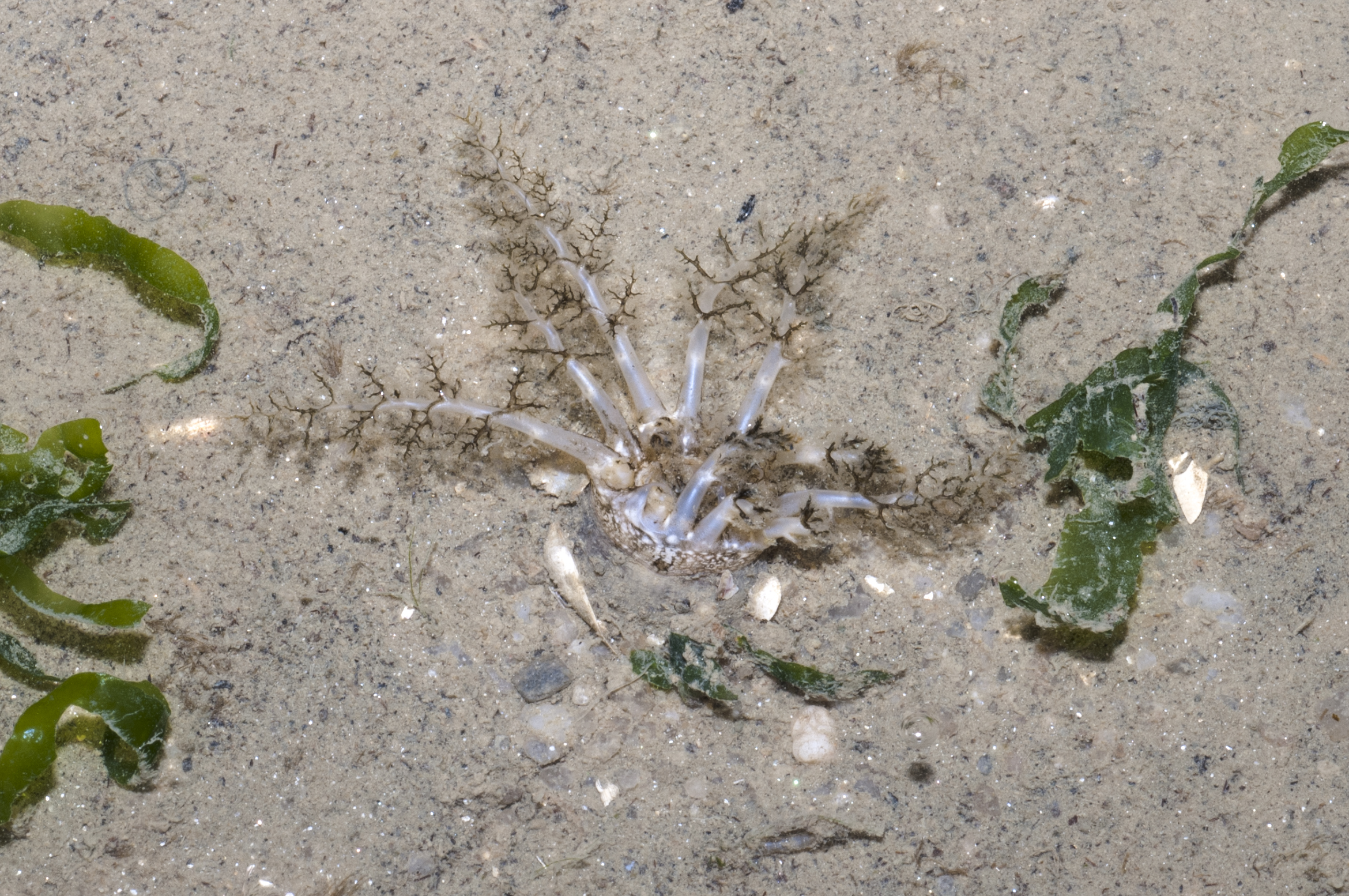
Phyllophorus sp.
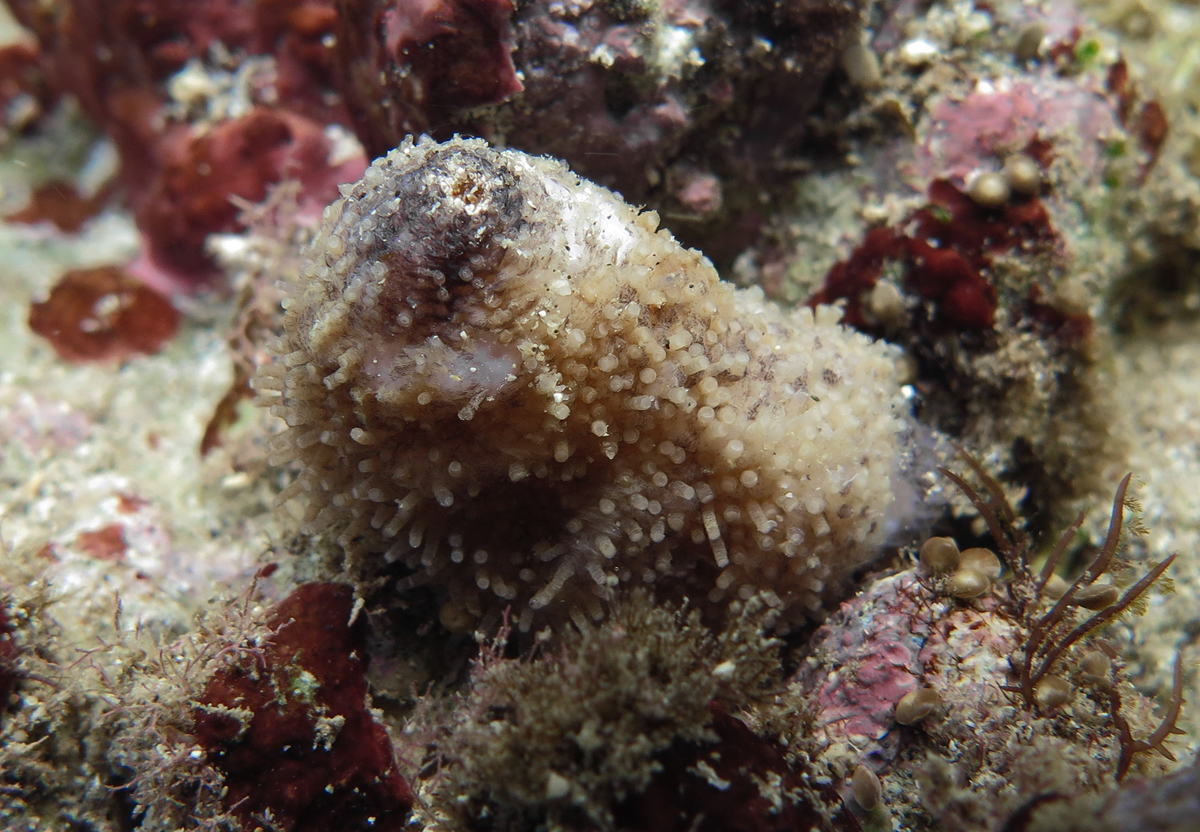
Phyrella